# Dammarie-sur-Loing
Dammarie-sur-Loing és un municipi francès, situat al departament del Loiret i a la regió de Centre – Vall del Loira. L'any 2007 tenia 511 habitants.

## Demografia

### Població
El 2007 la població de fet de Dammarie-sur-Loing era de 511 persones. Hi havia 221 famílies, de les quals 75 eren unipersonals (32 homes vivint sols i 43 dones vivint soles), 83 parelles sense fills, 59 parelles amb fills i 4 famílies monoparentals amb fills.
La població ha evolucionat segons el següent gràfic:
Habitants censats

### Habitatges
El 2007 hi havia 349 habitatges, 228 eren l'habitatge principal de la família, 92 eren segones residències i 29 estaven desocupats. 341 eren cases i 7 eren apartaments. Dels 228 habitatges principals, 170 estaven ocupats pels seus propietaris, 48 estaven llogats i ocupats pels llogaters i 10 estaven cedits a títol gratuït; 2 tenien una cambra, 11 en tenien dues, 62 en tenien tres, 77 en tenien quatre i 76 en tenien cinc o més. 197 habitatges disposaven pel capbaix d'una plaça de pàrquing. A 123 habitatges hi havia un automòbil i a 88 n'hi havia dos o més.

### Piràmide de població
La piràmide de població per edats i sexe el 2009 era:
| Homes | Edats   | Dones |
| ----- | ------- | ----- |
| 4     | 95 o +  | 0     |
| 0     | 90 a 94 | 0     |
| 4     | 85 a 89 | 0     |
| 0     | 80 a 84 | 8     |
| 12    | 75 a 79 | 0     |
| 32    | 70 a 74 | 32    |
| 12    | 65 a 69 | 20    |
| 28    | 60 a 64 | 12    |
| 4     | 55 a 59 | 8     |
| 4     | 50 a 54 | 8     |
| 32    | 45 a 49 | 20    |
| 20    | 40 a 44 | 12    |
| 16    | 35 a 39 | 12    |
| 16    | 30 a 34 | 20    |
| 12    | 25 a 29 | 12    |
| 0     | 20 a 24 | 8     |
| 24    | 15 a 19 | 8     |
| 12    | 10 a 14 | 8     |
| 12    | 5 a 9   | 8     |
| 24    | 0 a 4   | 12    |

## Economia
El 2007 la població en edat de treballar era de 273 persones, 206 eren actives i 67 eren inactives. De les 206 persones actives 191 estaven ocupades (100 homes i 91 dones) i 15 estaven aturades (6 homes i 9 dones). De les 67 persones inactives 24 estaven jubilades, 11 estaven estudiant i 32 estaven classificades com a «altres inactius».

### Ingressos
El 2009 a Dammarie-sur-Loing hi havia 227 unitats fiscals que integraven 519 persones, la mediana anual d'ingressos fiscals per persona era de 16.600 €.

### Activitats econòmiques
Dels 23 establiments que hi havia el 2007, 1 era d'una empresa alimentària, 5 d'empreses de construcció, 9 d'empreses de comerç i reparació d'automòbils, 1 d'una empresa de transport, 2 d'empreses d'hostatgeria i restauració, 2 d'empreses immobiliàries, 2 d'empreses de serveis i 1 d'una empresa classificada com a «altres activitats de serveis».
Dels 6 establiments de servei als particulars que hi havia el 2009, 1 era un paleta, 2 guixaires pintors, 1 lampisteria, 1 electricista i 1 agència immobiliària.
L'únic establiment comercial que hi havia el 2009 era una fleca.
L'any 2000 a Dammarie-sur-Loing hi havia 11 explotacions agrícoles que ocupaven un total de 968 hectàrees.

## Poblacions més properes
El següent diagrama mostra les poblacions més properes.